# Réserve naturelle régionale du marais de Sougeal
La réserve naturelle régionale du marais de Sougeal (RNR181) est une réserve naturelle régionale (RNR) de Bretagne. Créée en 2006, elle couvre une superficie de 175 hectares et protège un ensemble de prairies humides réparties au bord du Couesnon.

## Localisation

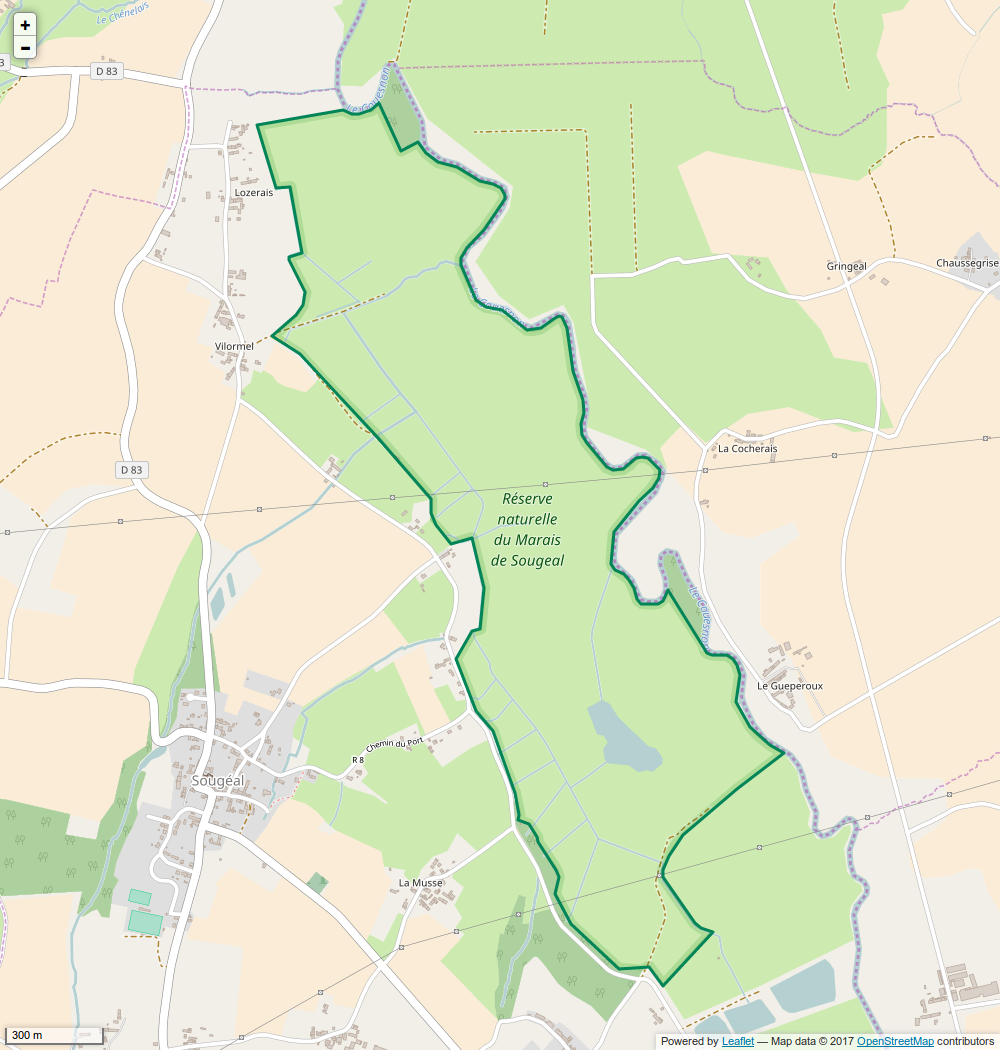
Périmètre de la réserve naturelle.

Le territoire de la réserve naturelle est dans le département d'Ille-et-Vilaine, sur la commune de Sougeal. Il forme une bande d'environ 3 km de long sur 500 m de large orientée nord-sud.

## Histoire du site et de la réserve
Le marais est propriété communale depuis le XVIIIe siècle.

## Écologie (biodiversité, intérêt écopaysager…)
Le marais de Sougeal présente une richesse ornithologique étroitement liée à la proximité de la baie du Mont-Saint-Michel pour l'accueil des oiseaux d'eau.
C'est une vaste prairie rase, inondable, drainée par de nombreux rués qui permettent la gestion des niveaux d'eau. En bordure du Couesnon, il est entouré de quelques haies bocagères et de rideaux de peupliers . En hiver et au printemps, ce marais est recouvert d'eau. Il est alors utilisé comme espace de gagnage nocturne par de nombreuses espèces de canards. Au printemps, des milliers d'oiseaux le fréquentent comme étape migratoire (près de 60 espèces dont de nombreux limicoles). Quelques cigognes blanches nichent à proximité, ayant trouvé ici une zone intéressante d'alimentation. Au printemps, le marais est aussi reconnu comme site majeur pour la reproduction naturelle du brochet. L'été, le marais de Sougeal retrouve son usage traditionnel de pâturage collectif (bovins, équins, oies).

### Flore
Plus de 280 espèces végétales y ont été recensées. On y trouve par exemple le Flûteau nageant, Pulicaire commune, la Pesse vulgaire, l'Utriculaire commune…

### Faune

#### Oiseaux

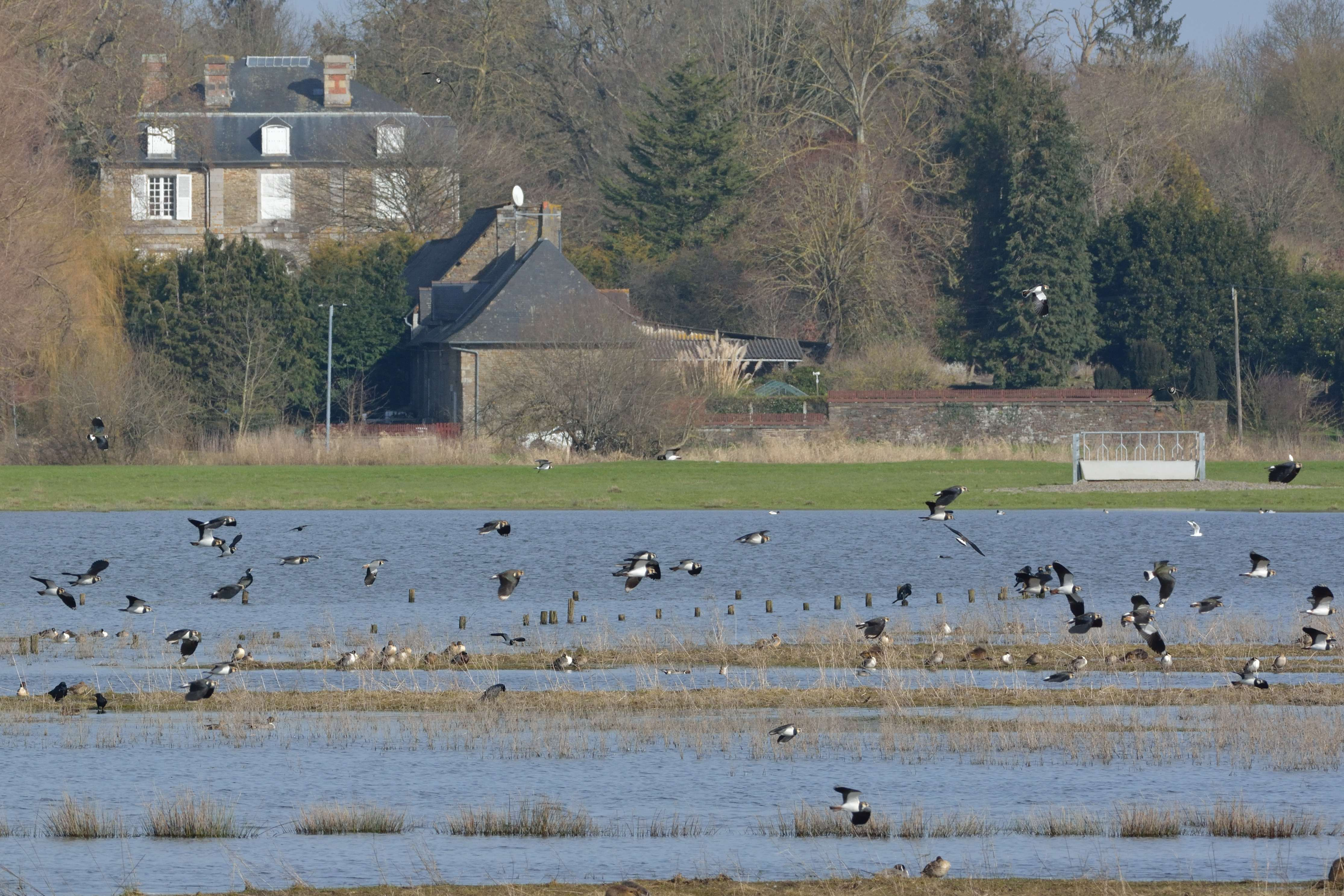
vanneau huppé au marais de Sougeal

Le marais est très largement fréquenté par les oiseaux d'eau du fait de la proximité de la baie du Mont Saint-Michel dont la valeur pour l'accueil des oiseaux d'eau est reconnue internationalement.
Le marais est aujourd'hui au premier rang des marais à l'échelle de la baie, fréquenté en hiver par de nombreux anatidés : Colvert, Siffleur, Pilet, Souchet, sarcelle d'hiver...

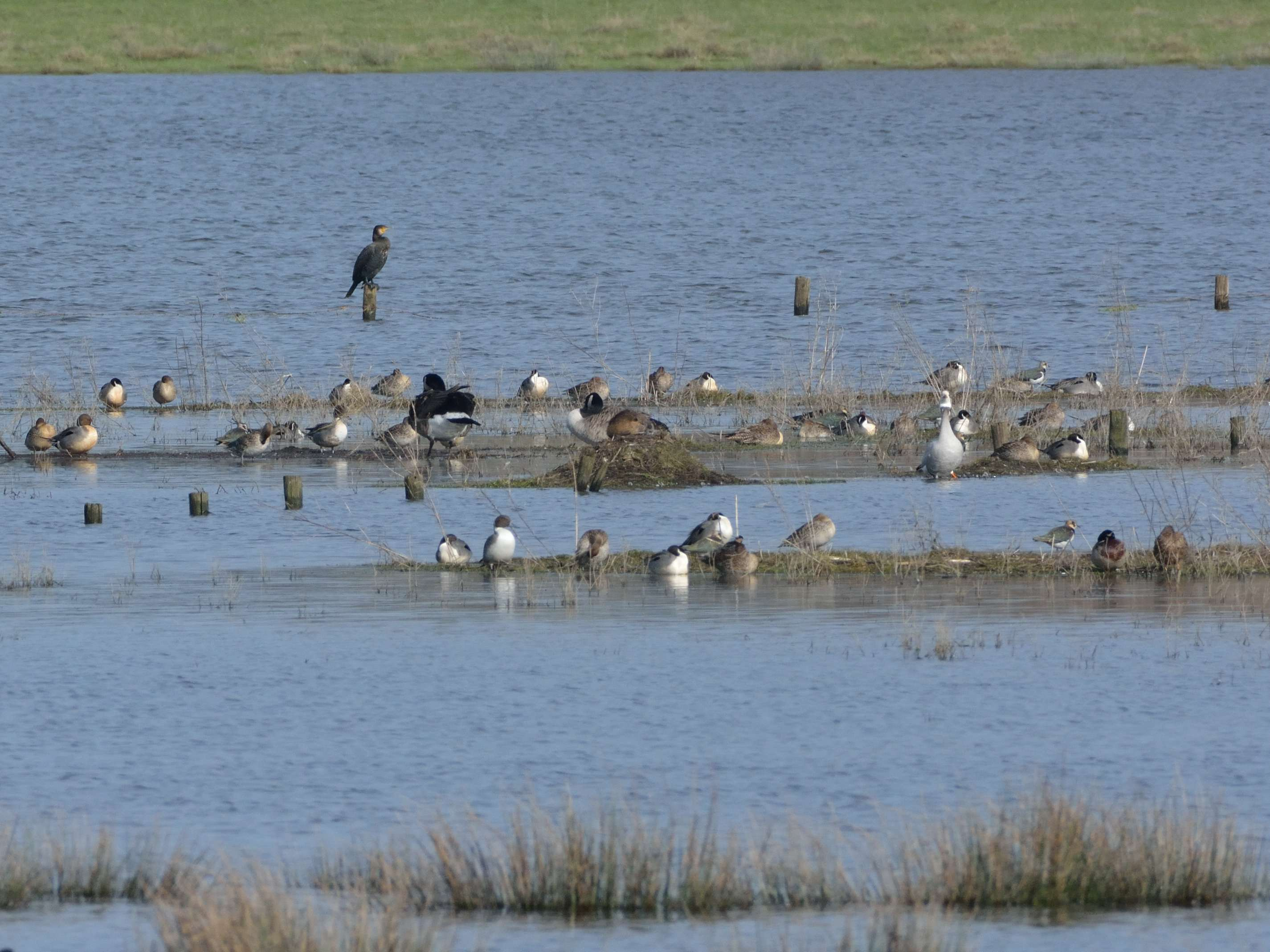
canard Pilet et Bernaches du Canada au printemps

Au printemps, le marais est recouvert d'eau , ce qui attire des milliers d'oiseaux en étape migratoire et devient pour certaines espèces le principal site de stationnement de la baie ( sarcelle d'été, et canard pilet )
Le canard Pilet présente même ici des effectifs qui dépassent régulièrement les effectifs fixés par la convention de Ramsar. Ce qui fait de ce marais un site d'importance internationale pour cette espèce.
Les Limicoles sont également bien présents en période migratoire avec des effectifs pouvant atteindre plusieurs centaines d'individus lors des vagues de grand froid.
Ce sont en tout près de 60 espèces d'oiseaux d'eau qui fréquentent ces lieux durant le printemps. La Cigogne blanche niche dans les environs et utilise ce lieu comme zone d'alimentation. L'intérêt de ce site porte essentiellement sur les périodes hivernales et printanière.

#### Autre faune terrestre
On y remarque la présence de quelques batraciens (Grenouille verte, Grenouille agile, Triton palmé) mais aussi d'une quinzaine d'espèces d'odonates.

#### Poissons
Ce site est reconnu comme étant un site majeur pour la reproduction du brochet, surtout depuis la réalisation de certains aménagements ayant permis de restaurer le bon fonctionnement hydraulique. Les actions menées sur le marais, constituent un maillon essentiel pour redonner une nouvelle vie au cours d'eau.

#### Aspect pastoral et agricole

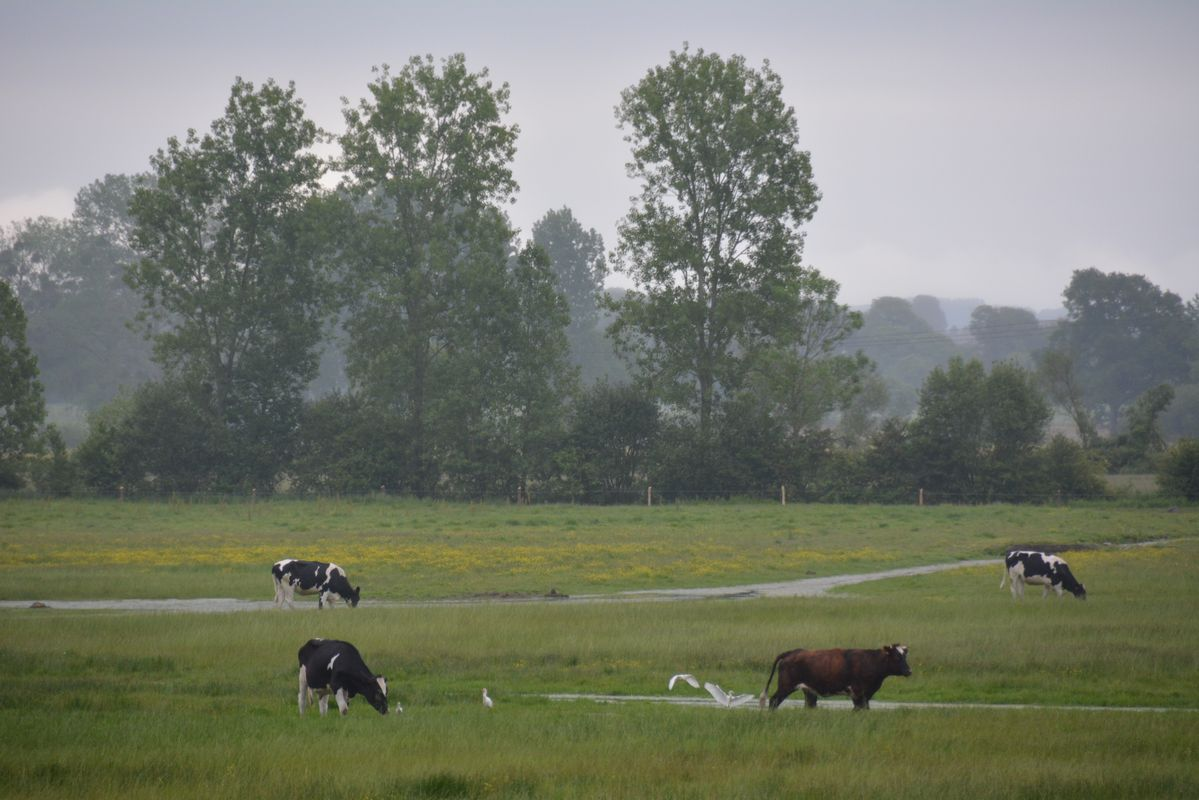
Bovins au marais (bientôt l'été)

Ayant conservé son usage traditionnel de pâturage collectif où se côtoient en période estivale divers animaux comme les bovins, des équins et des oies. Ce site est très important pour l'engraissement des bêtes avec son herbe grasse des prairies humides. Le Marais continue de participer au fonctionnement des systèmes agricoles de la commune, ce qui permet d'envisager avec sérénité son entretien à long terme.

## Intérêt touristique et pédagogique
La "maison du marais" propose des informations et des sorties nature. Ces sorties thématiques évoluent en fonction des saisons et permettent de découvrir la biodiversité du marais ainsi que son fonctionnement.
Deux observatoires ornithologiques permettent d'admirer les animaux du marais.

Un sentier pédestre fait le tour du marais et permet de le découvrir.

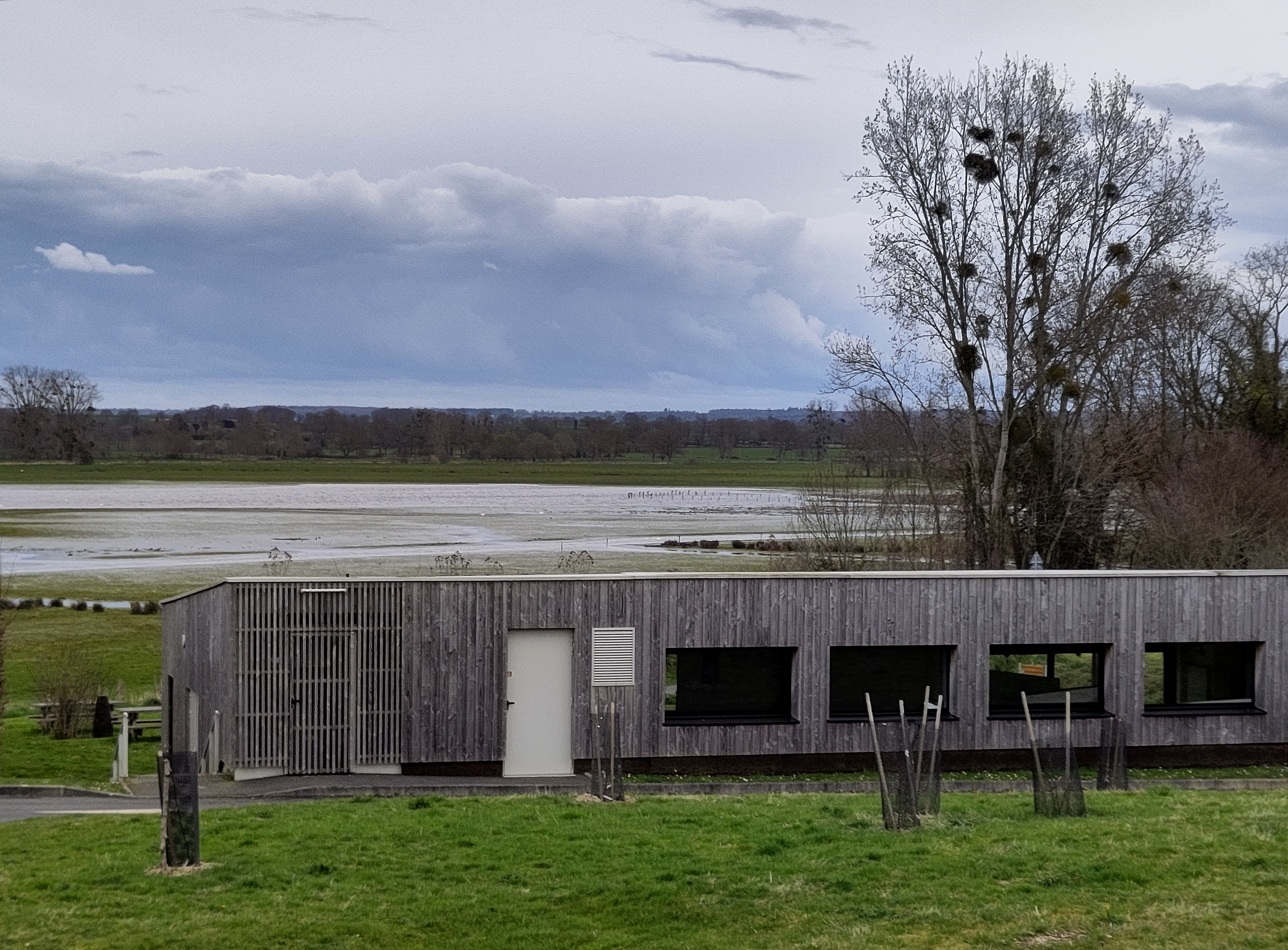
Maison du marais de Sougeal
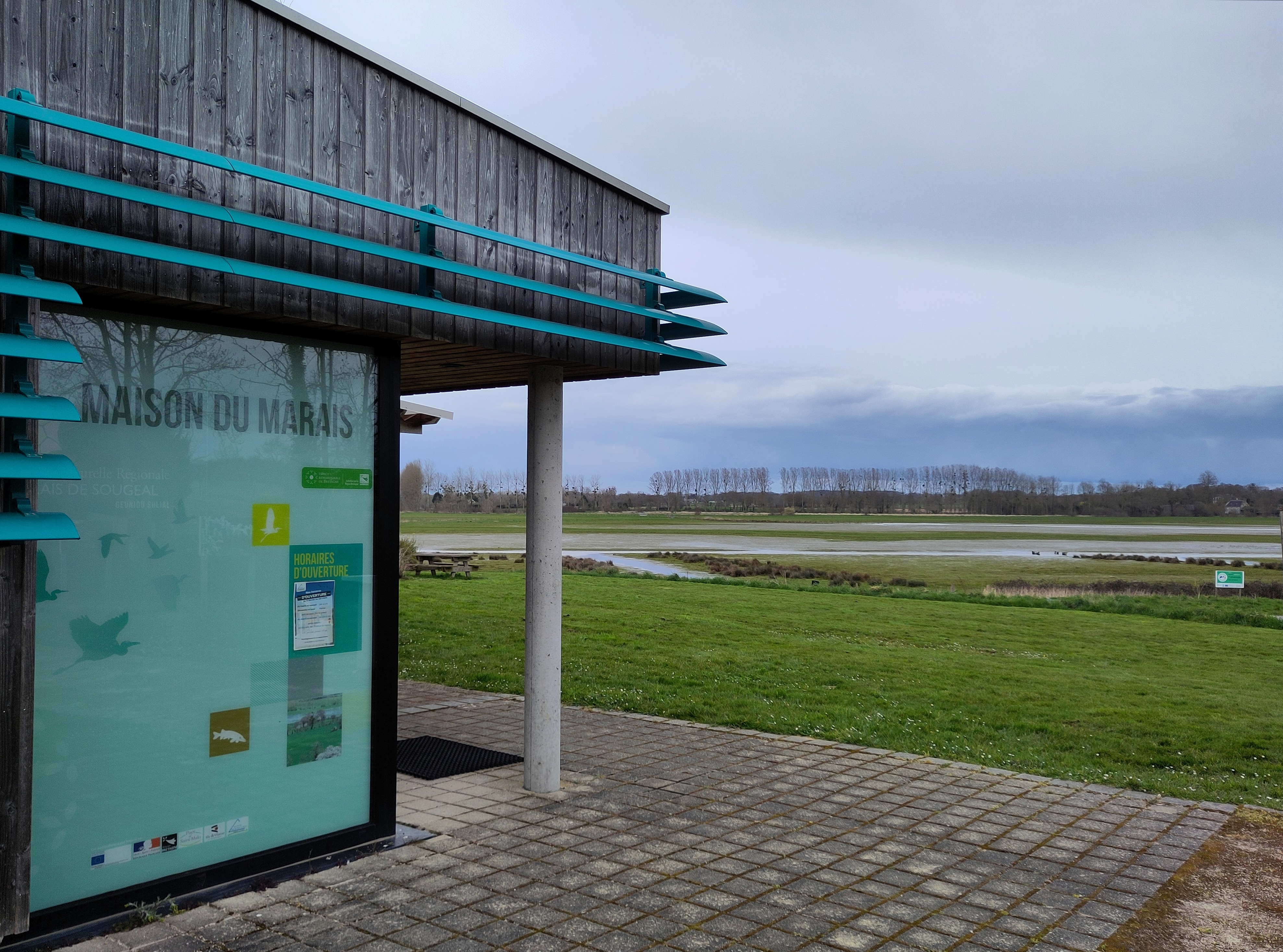
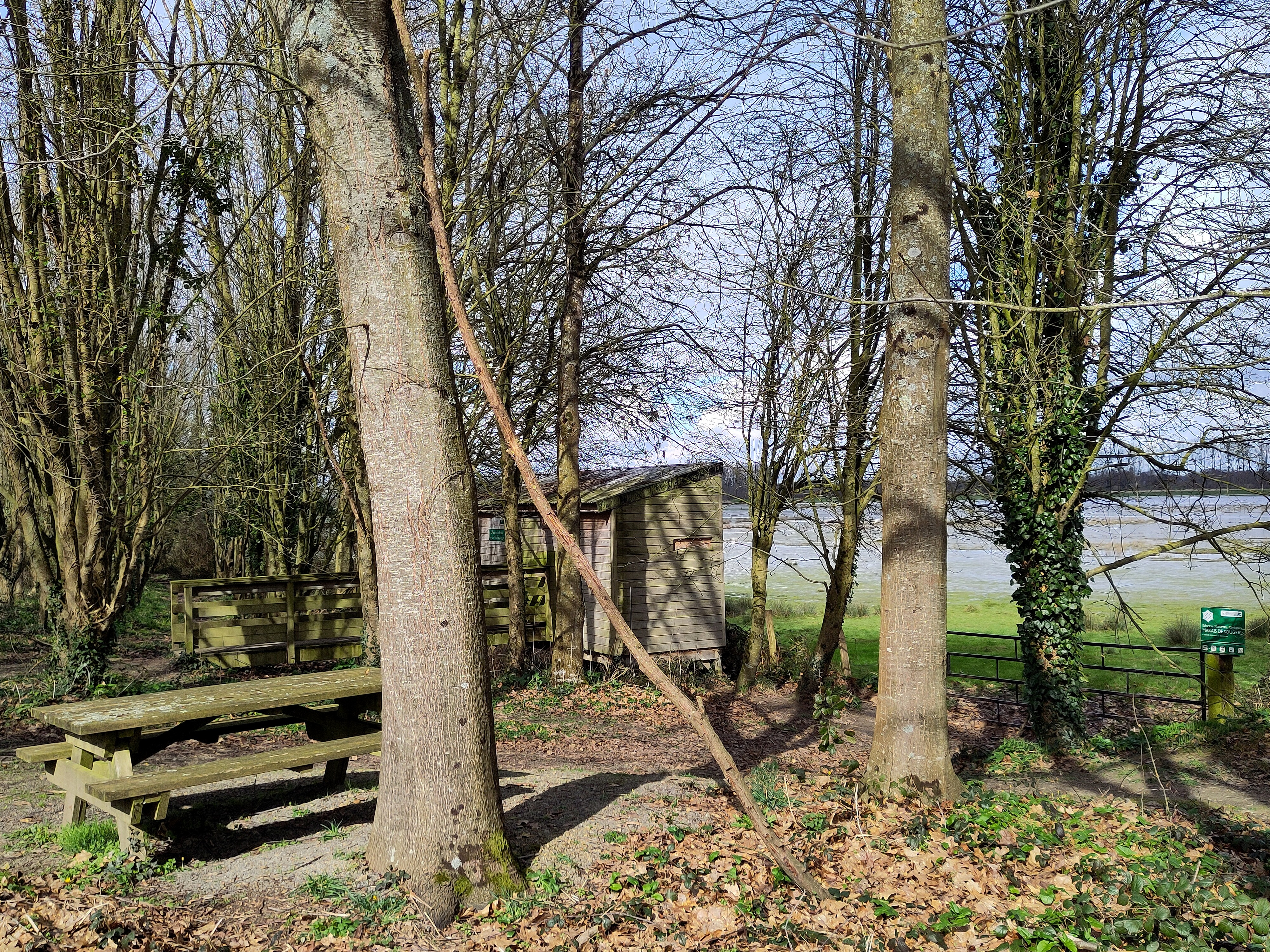
Observatoire ornithologique de La Musse
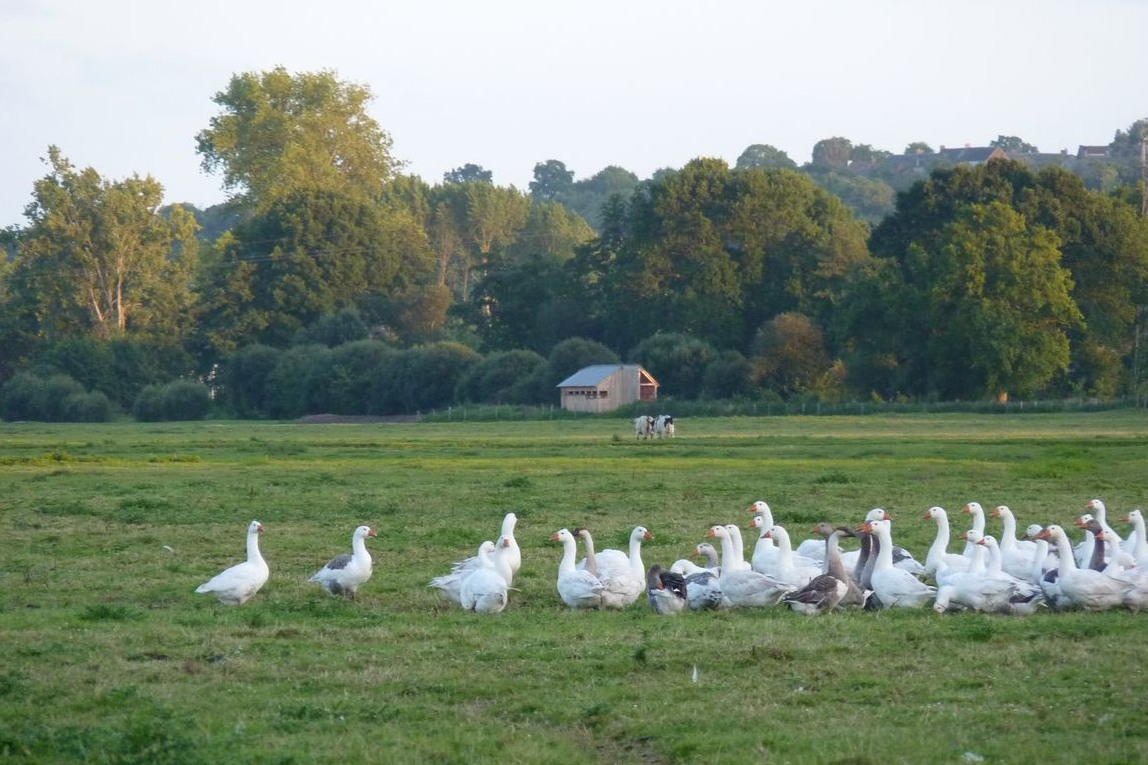
Observatoire de Vilormel
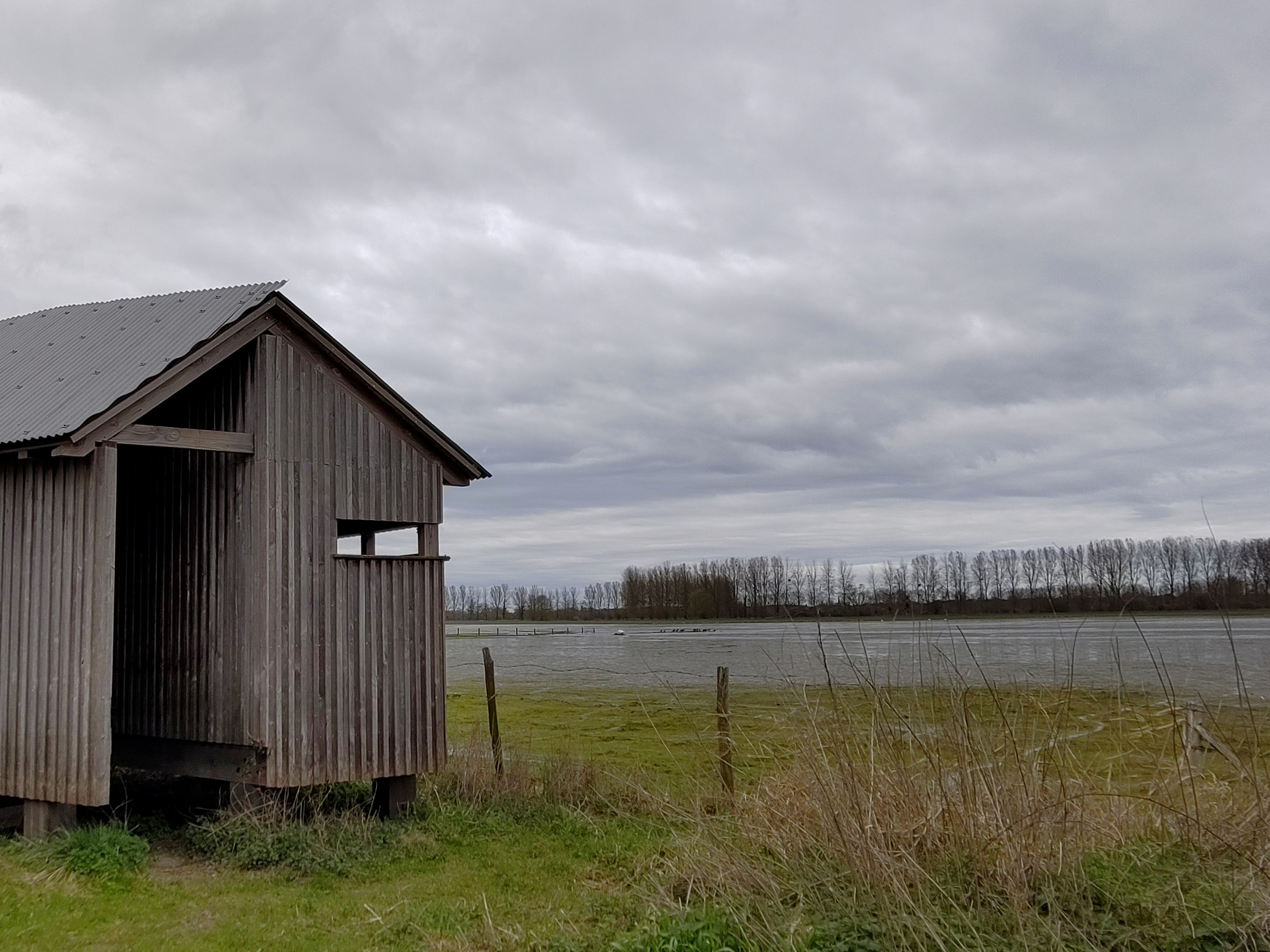
Observatoire ornithologique de Vilormel

## Administration, plan de gestion, règlement
La réserve naturelle est gérée par la Communauté de communes de la Baie du Mont Saint-Michel.
La circulation des véhicules motorisés est interdite dans le marais.
Classement
- Zone d'Intérêt Écologique et Floristique (ZNIEFF) type I & type II
- Zone importante pour la conservation des oiseaux (ZICO)
- site Ramsar
- La réserve est comprise dans deux sites Natura 2000 : une zone spéciale de conservation (ZSC)  sur la plus grande partie de la zone inondable de Sougeal et une zone de protection spéciale (ZPS) qui suit le Couesnon d'Antrain à Pontorson, et englobe la ZSC.

### Outils et statut juridique
La réserve naturelle a été créée par une délibération du Conseil régional du 22 décembre 2006. Le classement a été renouvelé par une nouvelle délibération le 28 juin 2013.

## Galerie

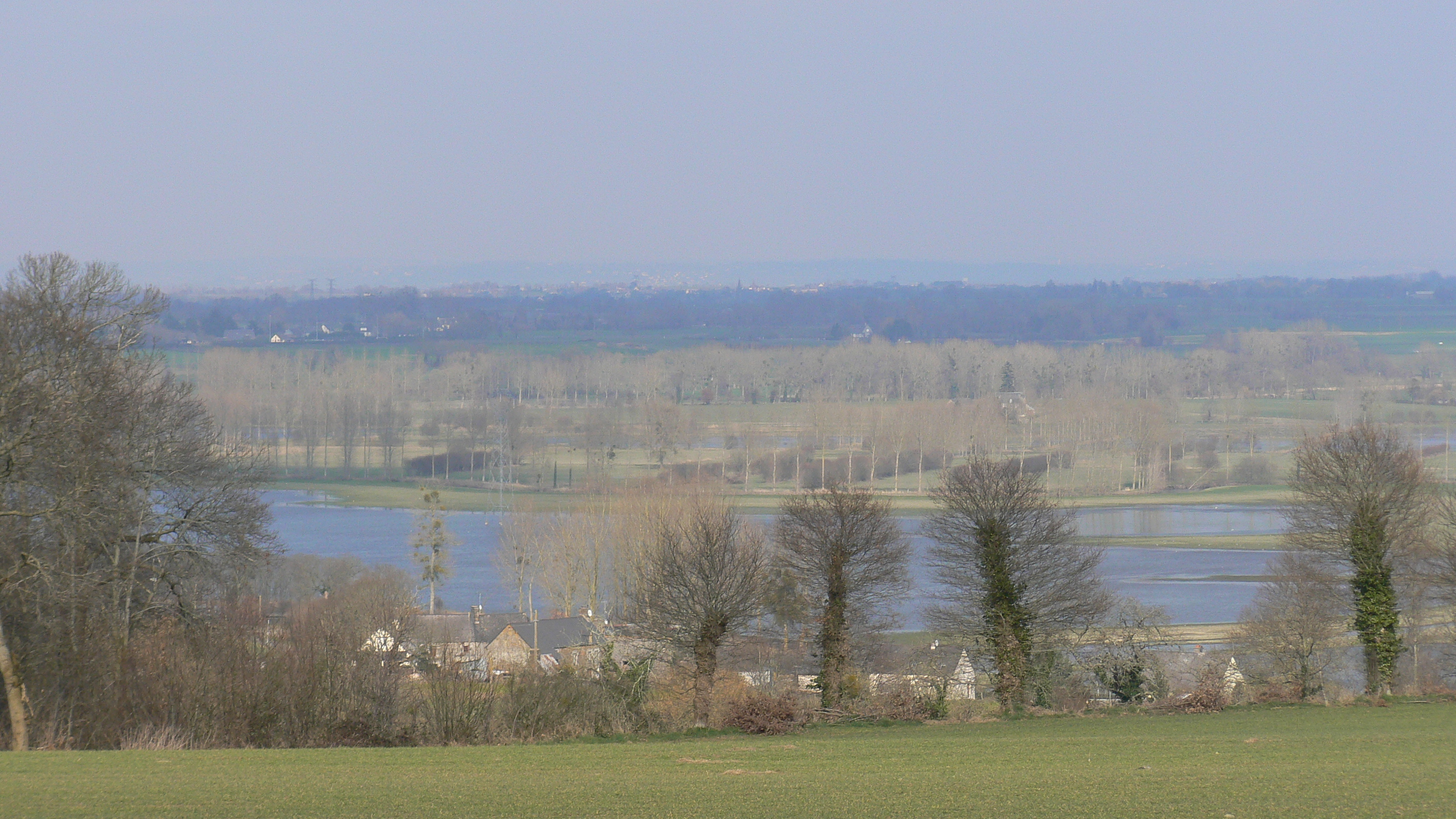
Le hameau Alisson et le Marais
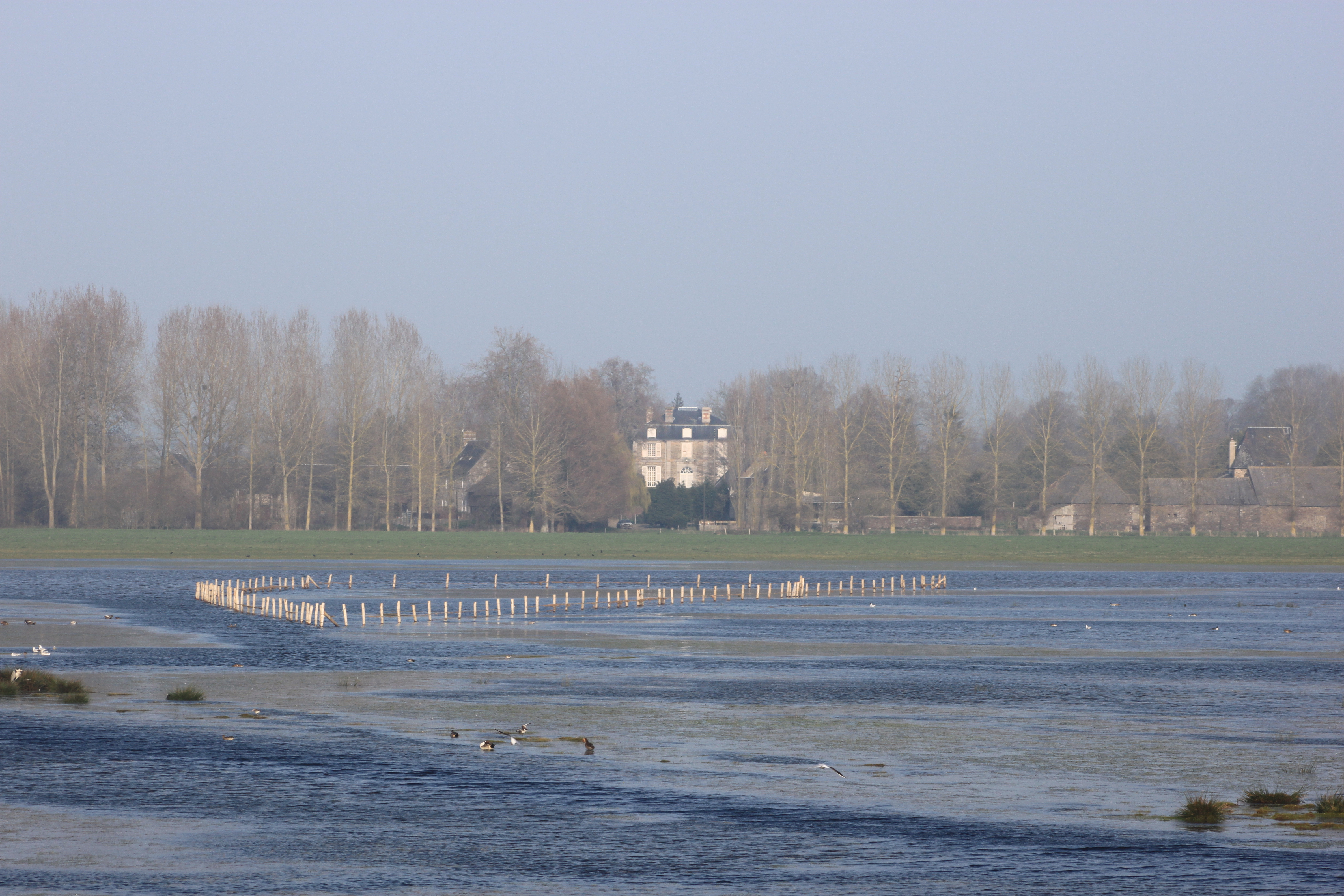
Marais de Sougeal en hiver
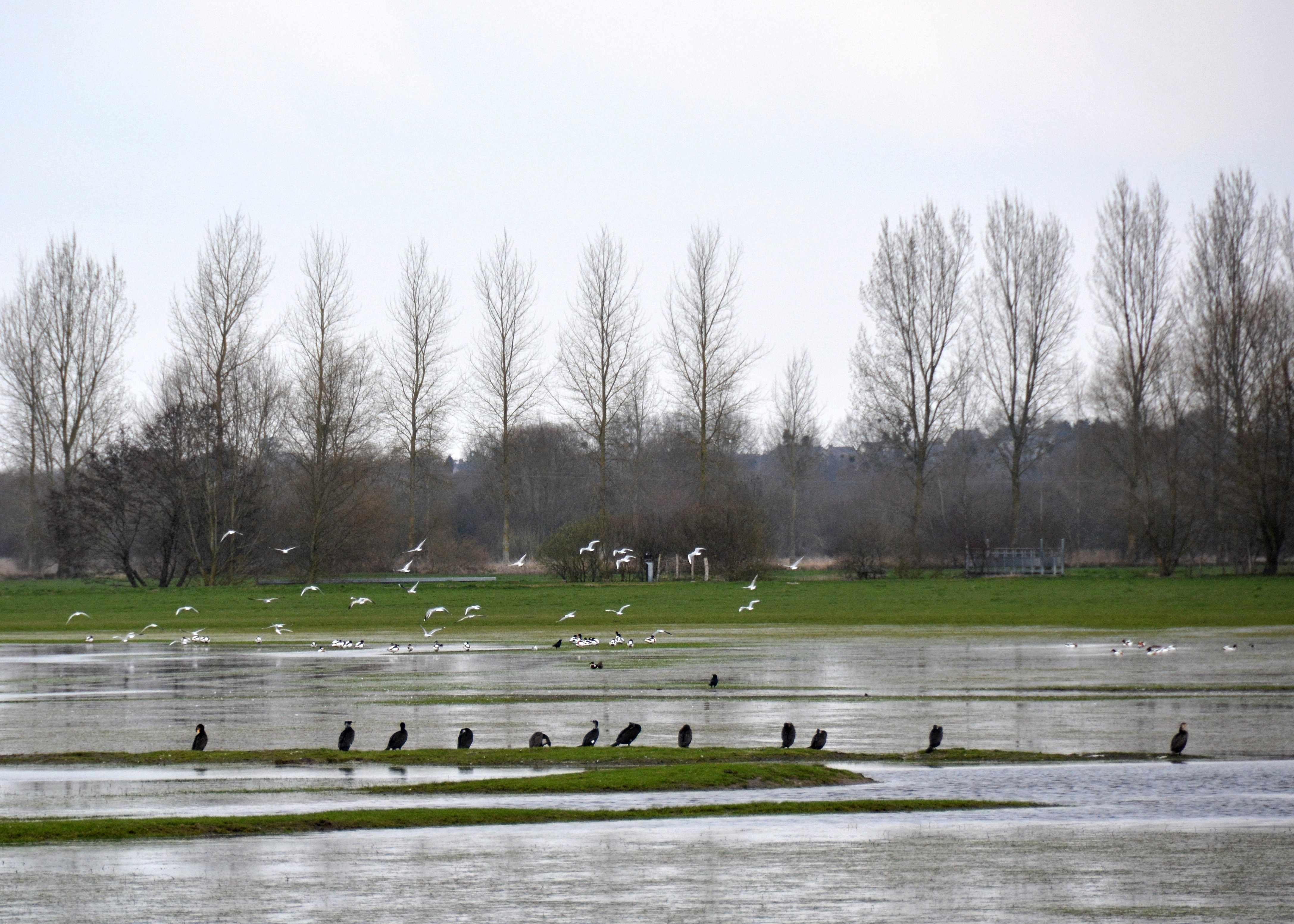
Cormorans et bernaches du Canada
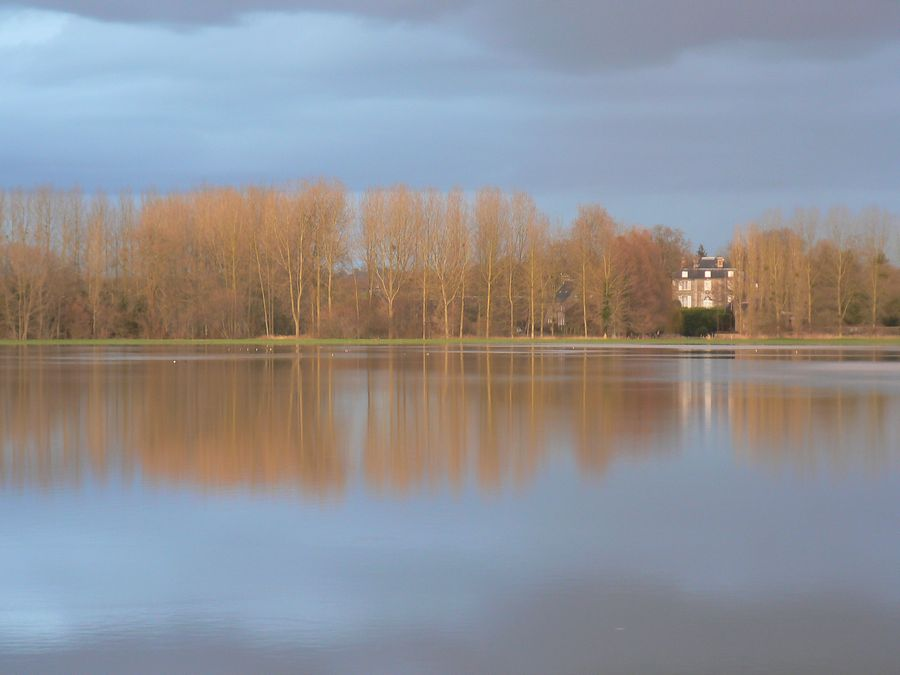
Le calme après les tempêtes en 2014